# 37-й уряд Ізраїлю
37-й уряд Ізраїлю сформований Кнесетом 25 скликання, діє з 29 грудня 2022 року.

## Парламентські вибори 2022 року
1 листопада 2022 року відбулися вибори до Кнесету 25 скликання. За їх результатами електоральний бар'єр у 3,25 % подолали 10 партій та партійних об'єднань, які мають сформувати й затвердити склад нового уряду. 120 депутатських мандатів розподілили таким чином:
| Партія (Об'єднання)                 | На чолі із                       | подано голосів Відсоток | Отримано мандатів |
| ----------------------------------- | -------------------------------- | ----------------------- | ----------------- |
| Лікуд                               | Беньямін Нетаньягу               | 1 115 336 23,41 %       | 32                |
| Єш Атід                             | Яір Лапід                        | 847 435 17,79 %         | 24                |
| Га-Ціонут га-датіт Оцма єгудіт Ноам | Бецалель Смотрич Ітамар Бен-Ґвір | 516 470 10,84 %         | 14                |
| Га-Махане га-мамлахті               | Бені Ґанц                        | 432 482 9,08 %          | 12                |
| ШАС                                 | Ар'є Дері                        | 392 964 8,25 %          | 11                |
| Ягадут га-Тора                      | Іцхак Ґольдкнопф                 | 280 194 5,88 %          | 7                 |
| Ісраель Бейтейну                    | Авіґдор Ліберман                 | 213 687 4,44 %          | 6                 |
| Об'єднаний арабський список         | Мансур Абас                      | 194 047 4,07 %          | 5                 |
| ТААЛЬ-ХАДАШ                         | Айман Уде                        | 178 735 3,75 %          | 5                 |
| Га-Авода                            | Мерав Міхаелі                    | 175 992 3,69 %          | 4                 |

## Формування уряду
13 листопада 2022 року після консультацій із представниками фракцій Кнесету президент Іцхак Герцоґ надав мандат на формування уряду Беньяміну Нетаньягу, який мав упродовж 28 днів сформувати й подати на затвердження Кнесету склад нового уряду.

## Склад кабінету міністрів
| Міністерство                                                 | Міністр                                     | Фото                | Час на посаді                     | Партія             |
| ------------------------------------------------------------ | ------------------------------------------- | ------------------- | --------------------------------- | ------------------ |
| Голова уряду                                                 | Беньямін Нетаньягу (בנימין נתניהו)          |                     | з 29 грудня 2022 р.               | Лікуд              |
| Міністерство закордонних справ                               | Елі Коен (אלי כהן)                          |                     | 29 грудня 2022 — 1 січня 2024     | Лікуд              |
| Міністерство закордонних справ                               | Ісраель Кац (ישראל קץ)                      |                     | 1 січня 2024 — 5 листопада 2024   | Лікуд              |
| Міністерство закордонних справ                               | Ґідеон Саар (גדעון סער)                     |                     | з 5 листопада 2024 р.             | Лікуд              |
| Міністерство оборони                                         | Йоав Ґалант (יואב גלנט)                     |                     | 29 грудня 2022 — 5 листопада 2024 | Лікуд              |
| Міністерство оборони                                         | Ісраель Кац (ישראל קץ)                      |                     | з 5 листопада 2024 р.             | Лікуд              |
| Міністерство енергетики                                      | Ісраель Кац (ישראל קץ)                      |                     | 29 грудня 2022 — 1 січня 2024     | Лікуд              |
| Міністерство енергетики                                      | Елі Коен (אלי כהן)                          |                     | з 1 січня 2024 р.                 | Лікуд              |
| Міністерство юстиції                                         | Ярів Левін (יריב לוין)                      |                     | з 29 грудня 2022 р.               | Лікуд              |
| Міністерство освіти                                          | Йоав Кіш (יואב קיש)                         |                     | з 29 грудня 2022 р.               | Лікуд              |
| Міністерство регіонального розвитку                          | Йоав Кіш (יואב קיש)                         | з 29 грудня 2022 р. |                                   | Лікуд              |
| Міністерство транспорту                                      | Мірі Реґев (מירי רגב)                       |                     | з 29 грудня 2022 р.               | Лікуд              |
| Міністерство туризму                                         | Хаїм Кац (חיים כץ)                          |                     | з 29 грудня 2022 р.               | Лікуд              |
| Міністерство зв'язку                                         | Шломо Караї (שלמה קרעי)                     |                     | з 29 грудня 2022 р.               | Лікуд              |
| Міністерство сільського господарства                         | Аві Діхтер (אבי דיכטר)                      |                     | з 29 грудня 2022 р.               | Лікуд              |
| Міністерство економіки та промисловості                      | Нір Баркат (ניר ברקת)                       |                     | з 29 грудня 2022 р.               | Лікуд              |
| Міністерство культури та спорту                              | Мікі Зогар (מיקי זוהר)                      |                     | з 29 грудня 2022 р.               | Лікуд              |
| Міністерство інновацій, науки та технології                  | Офір Акуніс (אופיר אקוניס)                  |                     | з 29 грудня 2022 р.               | Лікуд              |
| Міністерство охорони навколишнього середовища                | Ідіт Сільман (עידית סילמן)                  |                     | з 29 грудня 2022 р.               | Лікуд              |
| Міністерство у справах діаспори та боротьби з антисемітизмом | Аміхай Шиклі (עמיחי שיקלי)                  |                     | з 29 грудня 2022 р.               | Лікуд              |
| Міністерство соціальної рівності                             | Аміхай Шиклі (עמיחי שיקלי)                  | з 29 грудня 2022 р. |                                   | Лікуд              |
| Міністерство розвідки                                        | Гіла Гамліель (גילה גמיאל)                  |                     | з 3 січня 2023 р.                 |                    |
| Міністерство інформації                                      | Ґаліт Дістель-Атбар'ян (גלית דיסטל-אטבריאן) |                     | 16 січня 2023 — 14 жовтня 2023    |                    |
| Міністерство внутрішніх справ                                | Ар'є Дері(אריה דרעי)                        |                     | 29 грудня 2022 — 24 січня 2023    | ШАС                |
| Міністерство внутрішніх справ                                | Міхаель Малкіелі (מיכאל מלכיאלי)            |                     | 24 січня 2023 — 19 квітня 2023    | ШАС                |
| Міністерство внутрішніх справ                                | Моше Арбель (משה ארבל)                      |                     | з 19 квітня 2023 р.               | ШАС                |
| Міністерство з питаннь релігії                               | Міхаель Малкіелі (מיכאל מלכיאלי)            |                     | з 29 грудня 2022 р.               | ШАС                |
| Міністерство охорони здоров'я                                | Ар'є Дері (אריה דרעי)                       |                     | 29 грудня 2022 — 24 січня 2023    | ШАС                |
| Міністерство охорони здоров'я                                | Йоав Бен-Цур (יואב בן צור)                  |                     | 24 січня 2023 — 19 квітня 2023    | ШАС                |
| Міністерство охорони здоров'я                                | Моше Арбель (משה ארבל)                      |                     | 19 квітня 2023 — 12 жовтня 2023   | ШАС                |
| Міністерство охорони здоров'я                                | Уріель Бусо ( אוריאל בוסו)                  |                     | з 12 жовтня 2023 р.               | ШАС                |
| Міністерство соціального забезпечення                        | Яков Марґі (יעקב מרגי)                      |                     | з 29 грудня 2022 р.               | ШАС                |
| Міністерство державної безпеки                               | Ітамар Бен-Ґвір (איתמר בן גביר)             |                     | з 29 грудня 2022 р.               | Оцма єгудіт        |
| Міністерство розвитку периферії, Негеву та Галілеї           | Іцхак Васерлауф (יצחק וסרלאוף)              |                     | з 29 грудня 2022 р.               | Оцма єгудіт        |
| Міністерство у справах спадщини                              | Аміхай Еліягу (עמיחי אליהו)                 |                     | з 29 грудня 2022 р.               | Оцма єгудіт        |
| Міністерство фінансів                                        | Бецалель Смотрич (בצלאל סמוטריץ')           |                     | з 29 грудня 2022 р.               | Га-Ціонут га-датіт |
| Міністерство алії та інтеграції                              | Офір Софер (אופיר סופר)                     |                     | з 29 грудня 2022 р.               | Га-Ціонут га-датіт |
| Міністерство з питань поселень і національних місій          | Оріт Струк (אורית סטרוק)                    |                     | з 29 грудня 2022 р.               | Га-Ціонут га-датіт |
| Міністерство будівництва та заселення                        | Іцхак Ґольдкнопф (יצחק גולדקנופף)           |                     | з 29 грудня 2022 р.               | Ягадут га-Тора     |
| Міністерство у справах Єрусалиму та традицій                 | Меїр Поруш (מאיר פרוש)                      |                     | з 22 січня 2023 р.                | Ягадут га-Тора     |